# Белошейная ворона
Белоше́йная воро́на (лат. Corvus cryptoleucus) — вид птиц из семейства врановых. Подвидов не выделяют.

## Описание
Белошейная ворона достигает длины 46—53 см. Самцы в среднем немного крупнее и тяжелее самок и весят от 442 до 667 г, тогда как самки весят 378—607 г.  Крупный клюв, клиновидный хвост, что характерно для большинства видов ворон, тем не менее меньше чем у обыкновенного ворона (Corvus corax). От последнего отличается не только размерами, но также белыми основаниями перьев на шее (отчего получила своё название), относительно коротким клювом и высоким голосом. 
Это общественные птицы, как правило, собираются в многочисленные стаи. Белошейная ворона, как правило, проявляет большую степень социализации, чем ворон.

## Среда обитания
Средой обитания являются пустынные ареалы и кустарниковые пастбища.

## Распространение
Встречается в юго-восточной части США и на Среднем западе, в северной части Мексики, включая юго-восточную часть штата Аризона, южном Нью-Мексико, юго-восточном Колорадо, западном Канзас, западной Оклахоме и в западном и южном Техасе.

## Питание
Белошейные вороны всеядны. Питаются крупными насекомыми, злаковыми, падалью, яйцами, молодыми птенцами, фруктами, ящерицами, мелкими млекопитающими, отходами.
Охотится на земле, высматривая добычу с высоты при полете или сидя на ветке.
Эта птица не привязана к определённому месту питания.

## Гнездование

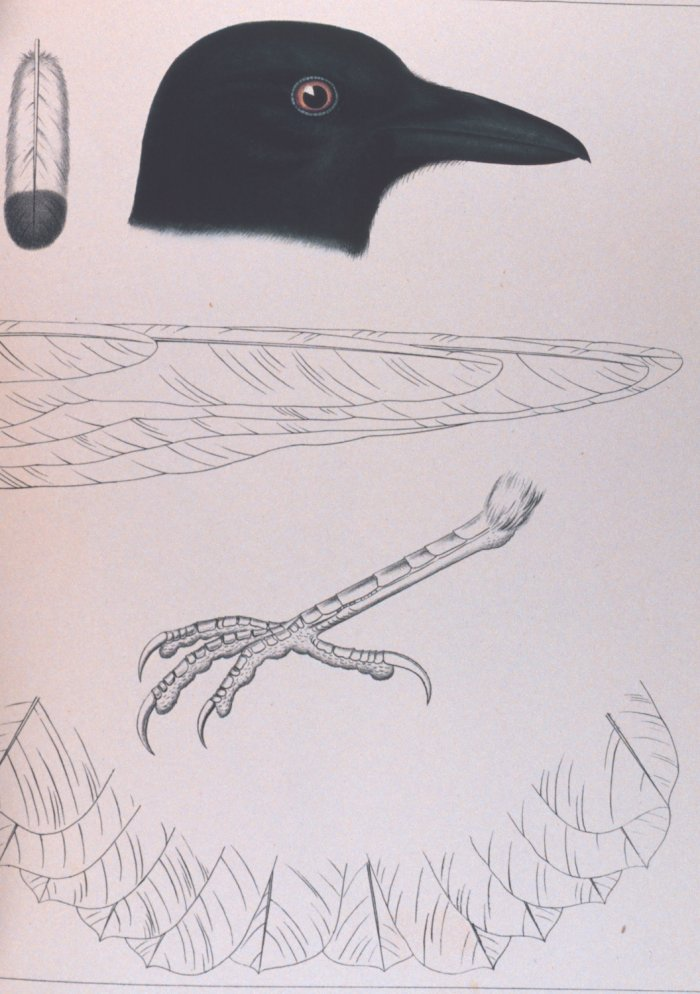
Corvus cryptoleucus

Гнездо строят на дереве, но также используют человеческие постройки, например машины, здания или электрические столбы.
Делают гнездо из лозы, в строительство идут колючие ветви мескитового дерева, внутри гнездо делается из мягких материалов (шерсть, мех, хлопок, бумага, веревки, кора деревьев, трава, или волокна юкки).
Одно и то же гнездо нередко используется воронами в последующие годы, занимаются восстановлением. Иногда про запас имеют ещё одно гнездо, меняя из года в год место проживания.
В кладке от одного до восьми яиц, зелёного (до синего) цвета, с пятнами и полосками коричневого цвета.

## Голос
Издаёт высокий, хриплый звук, напоминающий «краахк».